# Ray Cokes

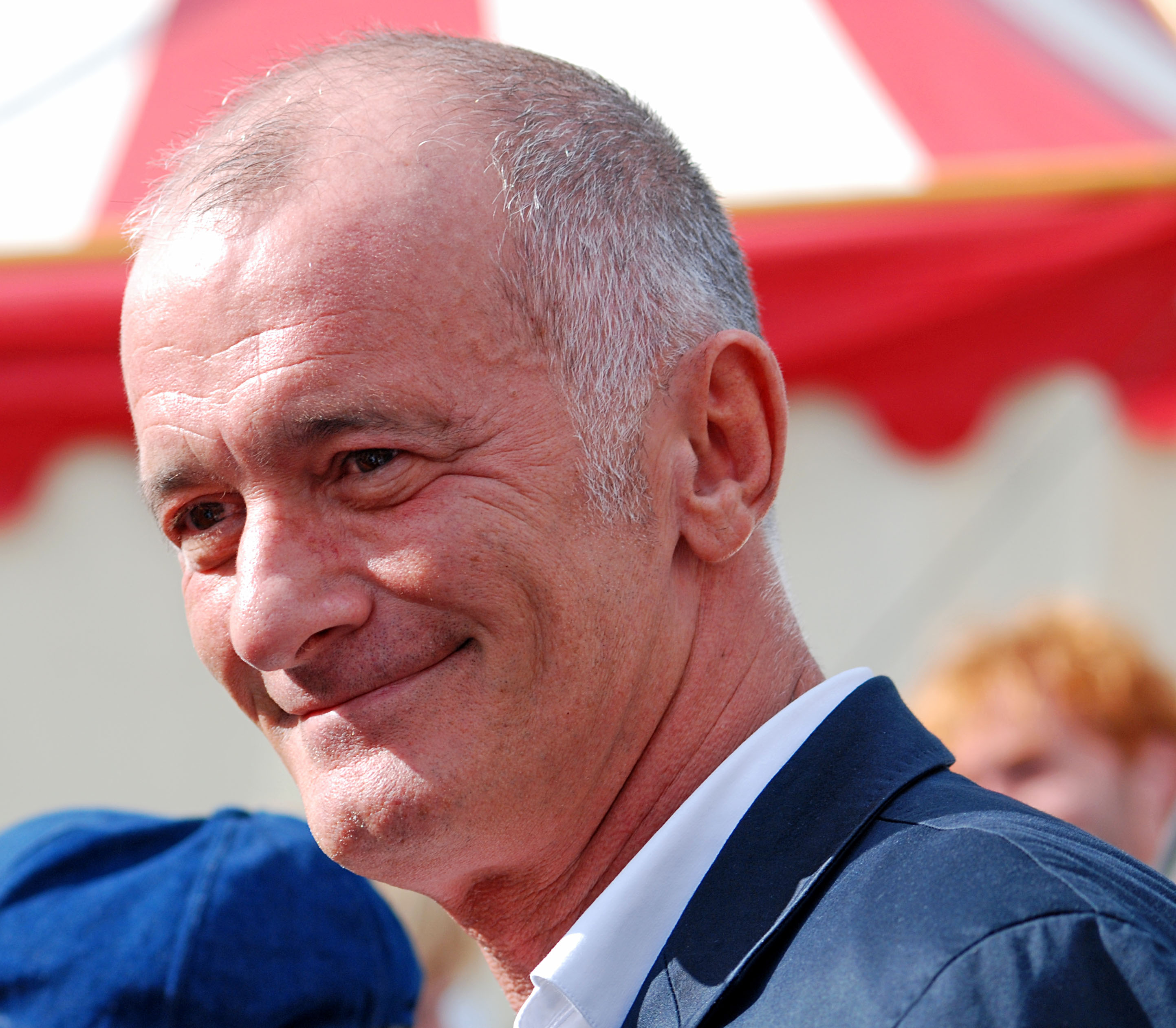
Ray Cokes, Poperinge, (2011)

Ray Cokes, mit vollem Namen Raymond Christopher Cokes, (* 24. Februar 1958 auf der Isle of Wight) ist ein britischer Radio- und Fernsehmoderator.

## Leben
Ray Cokes machte seine ersten Schritte in Belgien als Moderator bei kleinen Radiosendern und als Diskjockey in einer Brüsseler Disko. Nach einem kurzen Zwischenstopp beim landesweiten Piratensender Radio Cité bekam er beim französischsprachigen Fernsehsender RTBF die Sendung Rox Box, die auch vom paneuropäischen Satellitensender Music Box übernommen wurde.
1987 wechselte Cokes zum gerade neu gegründeten Sender MTV Europe nach London, wo zu seinen ersten Aufgaben Interviews und kurze Außenberichte gehörten. Seine große MTV-Karriere begann mit der Sendung Ray’s Request, in der er eigentlich nur die von Zuschauern gewünschten Musikvideos hätte ansagen sollen. Mit der Zeit wich Cokes jedoch immer mehr von der Vorbereitung ab und moderierte aus dem Stegreif. Die Konzeptlosigkeit wurde zum Markenzeichen, Ray Cokes brachte quasi die Realität in die heile, vorproduzierte und auf Maß geschnittene Fernsehwelt. Pannen und ungeplante Bemerkungen gehörten genauso dazu wie gelegentliche Gespräche mit dem Team hinter der Kamera (namentlich Robert Mansfield oder Rob Eeeevening the Cameraman, Andy Andycam und Alain the Dictator) und das Vorlesen und Beantworten seiner Fanpost in der Sendung.
Der Erfolg von Ray’s Request veranlasste MTV Europe dazu, eine Sendung zu entwickeln, deren Mittelpunkt einzig Ray Cokes war. MTV’s Most Wanted hatte am 14. April 1992 Premiere und entwickelte sich in seinen vier Jahren zu einer der erfolgreichsten Fernsehsendungen Europas mit zeitweise 60 Millionen Zuschauern in 38 Ländern. Zu den Musikwünschen der dienstags bis freitags live ausgestrahlten Sendung kamen prominente Gäste und diverse, mehr oder weniger sinnvolle Spiele wie die Bingo Wall of Death und Underwear Everywhere oder Einlagen wie Cleanse Our Souls, wo eingesandte Erinnerungsstücke an gescheiterte Beziehungen auf einfallsreiche Arten zerstört wurden. Ungeplante Ereignisse gehörten weiterhin dazu: Beim Besuch von Take That zog Robbie Williams an der Bingo Wall of Death die Frage „Würden Sie für Geld nackt posieren“ und zeigte daraufhin zum Beweis für 10 £ seinen blanken Hintern.

“I think that you can explain the success of Most Wanted very easily. The programme is a relief between all those other pre-recorded shows. It introduces viewers to the reality: Most Wanted has some kind of 'Hey! Everyone makes mistakes. MTV VJ’s aren’t as special as you might think. Look I’m losing my hair and I tell bad jokes!' We show that MTV isn’t a smooth running machine, but a channel that makes many mistakes. I find that human aspect very important.”

„Ich denke, dass der Erfolg von Most Wanted sehr leicht zu erklären ist. Das Programm ist eine Befreiung von allen anderen vorher aufgezeichneten Shows. Es stellt den Zuschauern die Realität vor: Most Wanted hat eine Art von: "Hey! Jeder macht Fehler. MTV VJs sind nicht so besonders, wie Sie vielleicht denken. Schauen Sie, ich verliere die Haare, und ich erzähle schlechte Witze! "Wir zeigen, dass MTV keine ruhig laufende Maschine ist, sondern ein Kanal, der viele Fehler macht. Ich finde den menschlichen Aspekt sehr wichtig.“

Am 21. März 1996, drei Monate nach der letzten Most-Wanted-Ausgabe, präsentierte Cokes X-Ray Vision. Die Sendung war im Kern eine größere Ausgabe von Most Wanted – möglicherweise zu groß, wie sich später herausstellen sollte. Ray bekam als Assistenten Naughty Nympho Nina und Pathetic Pat, die beide schon zuvor hinter der Kamera bei Rays früheren Sendungen gearbeitet hatten. Als weitere Neuerung hatten in der jeweils donnerstags ausgestrahlten Sendung zwei Bands Live-Auftritte.
Am 9. Mai 1996 sollte die Sendung – wie üblich live – direkt vom Hamburger Spielbudenplatz ausgestrahlt werden. Das MTV-Management ließ Cokes nur eine sehr kurze Vorbereitungszeit, was dazu führte, dass ein Auftritt der Band Die Toten Hosen angekündigt wurde – das Livepublikum auf dem Spielbudenplatz bis zum Schluss vor Ort hingehalten wurde und dann jedoch nur über eine Videowand von einem Konzert zugeschaltet wurde. Bei den rund 2000 Zuschauern machte sich darauf Unmut breit, den der erfolgsverwöhnte Ray Cokes wiederum nicht zu handhaben wusste. Fernsehzuschauer in ganz Europa wurden im Folgenden Augenzeugen, wie Ray Cokes ausgebuht wurde und es Dosen und Flaschen auf die Bühne hagelte. Bereits eine dreiviertel Stunde vor dem geplanten Ende musste die Übertragung abgebrochen werden.
Es folgte nur noch eine Ausgabe X-Ray Vision, dann verließ Ray Cokes MTV. Als Gründe gibt Ray Cokes an, dass es zum einen an der Finanzierung fehlte und er nach der Katastrophe in Hamburg das Vertrauen in den Sender verloren habe. MTV stritt jeden Zusammenhang mit Hamburg ab.
Ende 1996 präsentierte Ray Cokes einige Wochen lang jeweils freitags und samstags beim Berliner Radiosender KISS FM die Sendung Voll auf Cokes, obwohl er keine Erfahrung mit einer eigenen Radiosendung hatte und nicht wusste, ob seine Art auch im Radio funktioniert.
Im Sommer 1997 moderierte Ray Cokes für den britischen Sender Channel 4 die Spielshow C4 Wanted.
Anfang 1998 brachte Ray Cokes auf Virgin Radio The Ray Cokes Show, später übernahm er auch London Calling. Bereits im Juli des Jahres verließ er den Sender jedoch im Streit mit seinen dortigen Kollegen.
Im Juni 2001 brachte MTV auf seinem Kanal VH1 ein eigenes Ray-Cokes-Wochenende, Still Wanted?.
Nach einer Zwischenstation beim deutsch-französischen Fernsehsender ARTE (Music Planet 2Nite) arbeitet Ray Cokes seit 2005 für den französischen Sender France 5 in der Sendung C.U.L.T. Darüber hinaus übernahm Ray Cokes 1994 in der an Poul Anderson angelehnten Komödie High Crusade – Frikassee im Weltraum einen Gastauftritt als sterbender Bote.
Auch musikalisch betrat Ray Cokes Neuland und veröffentlichte 2007 seinen Song Sleepwalking auf dem Wiener Elektronik-Label Fabrique Records in Kooperation mit den Turntable-Artists Waxolutionists.
Seit 2009 präsentiert er jährlich auf dem Hamburger Reeperbahn Festival mehrere Ausgaben seiner Show „Ray’s Reeperbahn Revue“ mit Interviews und Auftritten von Bands des Festivals (bislang von 2009 bis 2012) aus dem Hamburger Schmidt-Theater am Spielbudenplatz.
2013 übernahm er zusammen mit Nick de la Forge die Moderation des Videotagebuchs von Volkswagen – Rally The World.
Im Oktober 2014 erschien seine Autobiografie My Most Wanted Life – Vor der Kamera, hinter der Kamera und überhaupt in englischer und in deutscher Sprache, ISBN 978-3-86265-332-4.
Seit 2023 ist Ray Cokes mit einem Livestream auf Youtube auf Sendung: The Eeevening Show.
Seit dem 23. März 2024 moderiert Cokes die Sendung „RayDio Cokes Show“ auf Radio Eins.